# Herb Siewierza
Herb Siewierza – jeden z symboli miasta Siewierz i gminy Siewierz w postaci herbu.

## Wygląd i symbolika
Herb przedstawia na czerwonym kolistym tle szarosrebrnego orła z czerwonym dziobem i językiem, przepasanego literą „S”, trzymającego w prawej łapie różdżkę oliwną, a w lewej wagę. Litera „S”, różdżka oliwna i waga są w kolorze starego złota. 
Symbolika herbu nawiązuje do księstwa siewierskiego i jego herbu.